# Radio Unerhört Marburg

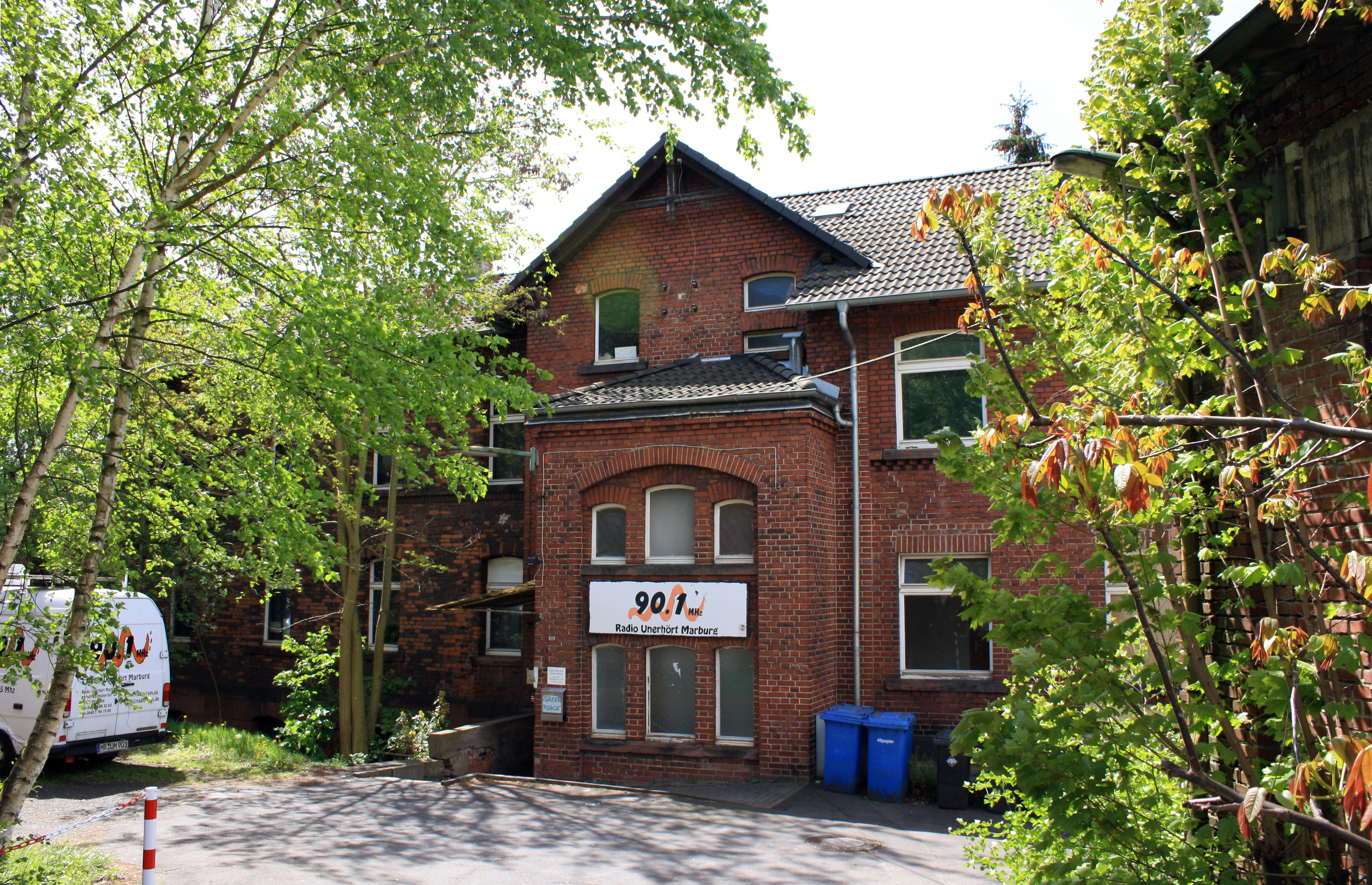
Radio Unerhört Marburg

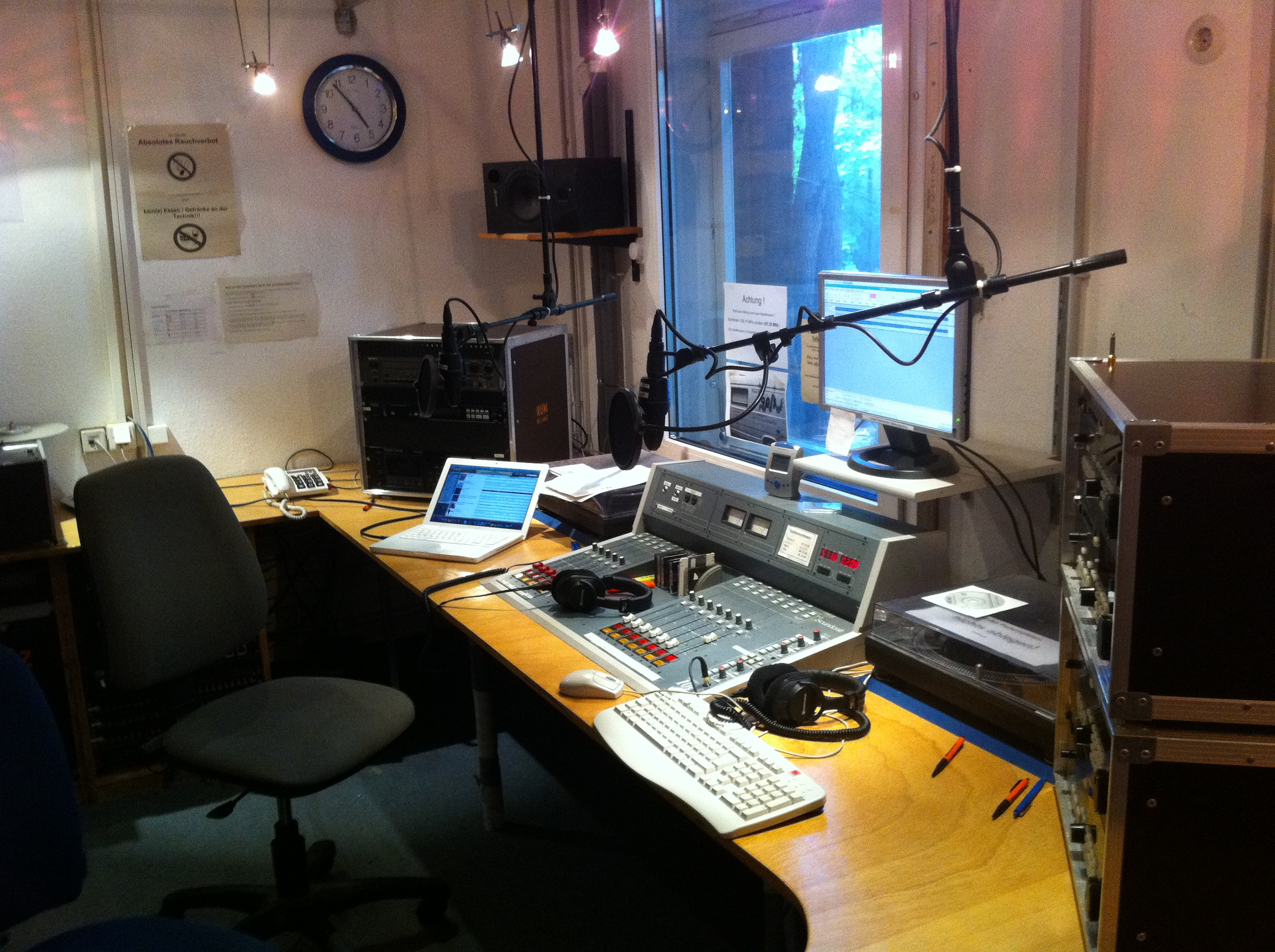
Studio B von Radio Unerhört Marburg

Radio Unerhört Marburg (RUM) ist als Freies Radio ein nichtkommerzieller lokaler Radiosender, der in Marburg und Umgebung empfangen werden kann.
Die Sendefrequenzen sind: UKW 90,1 MHz (Antenne, Senderstandort: Fernmeldeturm Marburg) sowie 100,15 MHz (Kabel). Das Sendestudio befindet sich in einem ehemaligen Bahnverwaltungsgebäude auf dem gleichen Gelände wie das Kulturzentrum Waggonhalle in Marburg. Seit dem 1. August 2006 sendet RUM auch per Livestream im Internet. Einzelne Beiträge und Sendungen gibt es außerdem als Podcast zum Download. Seit dem 1. März 2023 kann man RUM auch über DAB+ empfangen auf dem Kanal 6a (Hessen Nord).

## Geschichte
Die Initiative für Freies Radio in Marburg entstand im Mai 1994 mit dem Ziel, linke Positionen jenseits des „Mainstreamfunks“ zu vertreten. Das Selbstverständnis hat bis heute immer wieder zu internen Auseinandersetzungen geführt, beispielsweise im Kampf um die Verbannung von Wiglaf Droste aus dem Programm wegen angeblichem Sexismus. Nach befristeten Sendephasen (sogenannter Veranstaltungsfunk) in den Jahren 1995 und 1996 sendet RUM seit April 1997 dauerhaft.

## Organisationsstruktur
RUM gehört dem Bundesverband Freier Radios (BFR) an und ist ein eingetragener Verein mit ca. 320 Mitgliedern.
Das Programm wird von zahlreichen Redaktionen, Vereinen, Initiativen und auch Einzelpersonen gestaltet. Darunter sind auch einige Gruppen, die Programme in nicht-deutscher Sprache produzieren.

## Finanzierung
Die Finanzierung des Senders erfolgt größtenteils über Mittel der Hessischen Landesanstalt für privaten Rundfunk und neue Medien (LPR Hessen). Diese Landesmedienanstalt verwendet einen Teil des ihr zufließenden Anteils an den Rundfunkgebühren zur Förderung nichtkommerzieller Medienprojekte. Der Sender finanziert sich außerdem aus Spenden und Mitgliedsbeiträgen.

## Sendezeiten
Radio Unerhört Marburg (RUM) sendet täglich 24 Stunden.
Nach eigenen Angaben kommt RUM auf etwa 70–80 Stunden Livesendungen wöchentlich. Der Rest der Sendezeit wird mit Aufzeichnungen und Wiederholungen der Livesendungen gefüllt.

## Programm

### Musiksendungen
- Afro Latino Power
- Basic Musik
- Big Wide Wonderful World of Country
- Downtown Hades
- Electronic Kiss
- Höllenlärm
- Jazz-Zeit
- Kranschinats
- Music was our first love
- Musikalische Verbrechen
- Parkinsongs
- Plug'n'Play
- Progresiva
- RUMchecken
- Sammelsuri-RUM
- SoundControl
- Solar Music
- Schwarze Zone
- the soundtrack of our lives
- Unerhört Live

### Politik- und Informationssendungen
- A-Radio
- Bit:ze:sistem – Magazin für emanzipatorische Theorie und Praxis
- Democracy Now
- Der gestiefelte Kater
- GegenStandpunkt
- Kalaschnikov – das Magazin für militanten Pazifismus
- Keine Panik! Sendung der Bunten Hilfe Marburg
- Lumiere-Time
- Netzwerk XX – feministisches Magazin
- radio%attac
- Restrisiko
- Trotzfunk
- USA Control – unbequeme Gedanken über eine Supermacht

### Kulturelles
- Benvenuti!
- Kulturbeben
- RUMreisen
- Das Kochstudio
- Gedichtgedichte
- Wortwerk
- Recherche – das Medienmagazin
- Gedankenfreiheit
- Spunkfunk

### Internationales
- Africa in true light
- Barnamay Kurdi
- COMUNICACION SOCIAL ALTERNATIVA EN UN PERMANENTE DEBATE MUNDIAL
- Deutsch-Afghanisches Magazin
- Migralatino
- Free Wheel
- Hora do Brasil
- Latin Radio
- Persisch-Deutsches Magazin
- Radio Marimba
- Torre de Babel
- Onda-Info

### Gemischtes
- Auf den Schirm! (Die Sendung der Technik-AG)
- Frühschicht (werktägliches Morgenmagazin)
- Langsamfahrt
- mitgemacht
- Quatschbrötchen
- Stories aus dem Elefantenklo
- TIPKIN
- Wir machen Sport